# David Parry-Jones
David Parry-Jones (25. září 1933 Pontypridd – 10. dubna 2017 Penarth) byl velšský sportovní komentátor a spisovatel.

## Život
Narodil se v jihovelšském městě Pontypridd a studoval na Merton College na Oxfordské univerzitě. V roce 1959 se stal novinářem se zaměřením na ragby. O tomto sportu také napsal několik knih. V šedesátých a sedmdesátých letech uváděl noční pořad BBC Wales Today. Dlouhodobě byla jeho partnerkou moderátorka Beti George. Od roku 2009 trpěl Alzheimerovou chorobou. Roku 2017 byl o páru a hlavně Parry-Jonesově nemoci natočen dokumentární film Beti and David: Lost for Words. David Parry-Jones zemřel nedlouho po premiéře filmu v hospici v Penarthu ve věku 83 let.